# Floralia (Romeins feest)

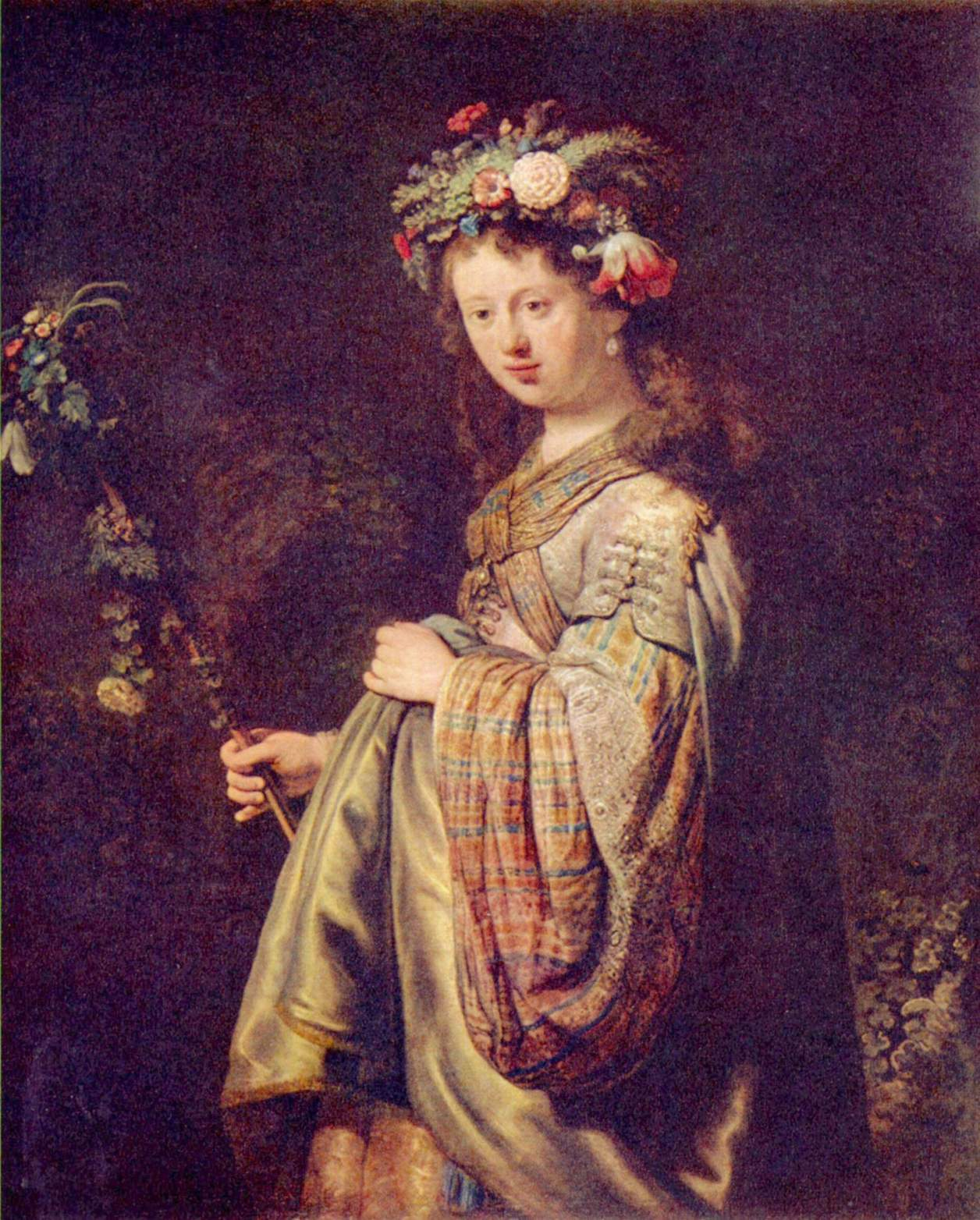
Een schilderij door Rembrandt van de godin Flora, die tijdens de Floralia centraal stond.

De Floralia was een bloemenfeest van de Romeinen ter ere van Flora, de godin van bloemen en planten. Het feest vond tijdens de Republiek plaats op 27 april of 28 april op de juliaanse kalender. Ten tijde van het Keizerrijk werden er gedurende zes dagen lang spelen gehouden, de Ludi Florae, van 29 april tot 3 mei. De Floralia had een speels, los karakter en waren volkser dan andere feesten uit de oude religie.

## Zie ook

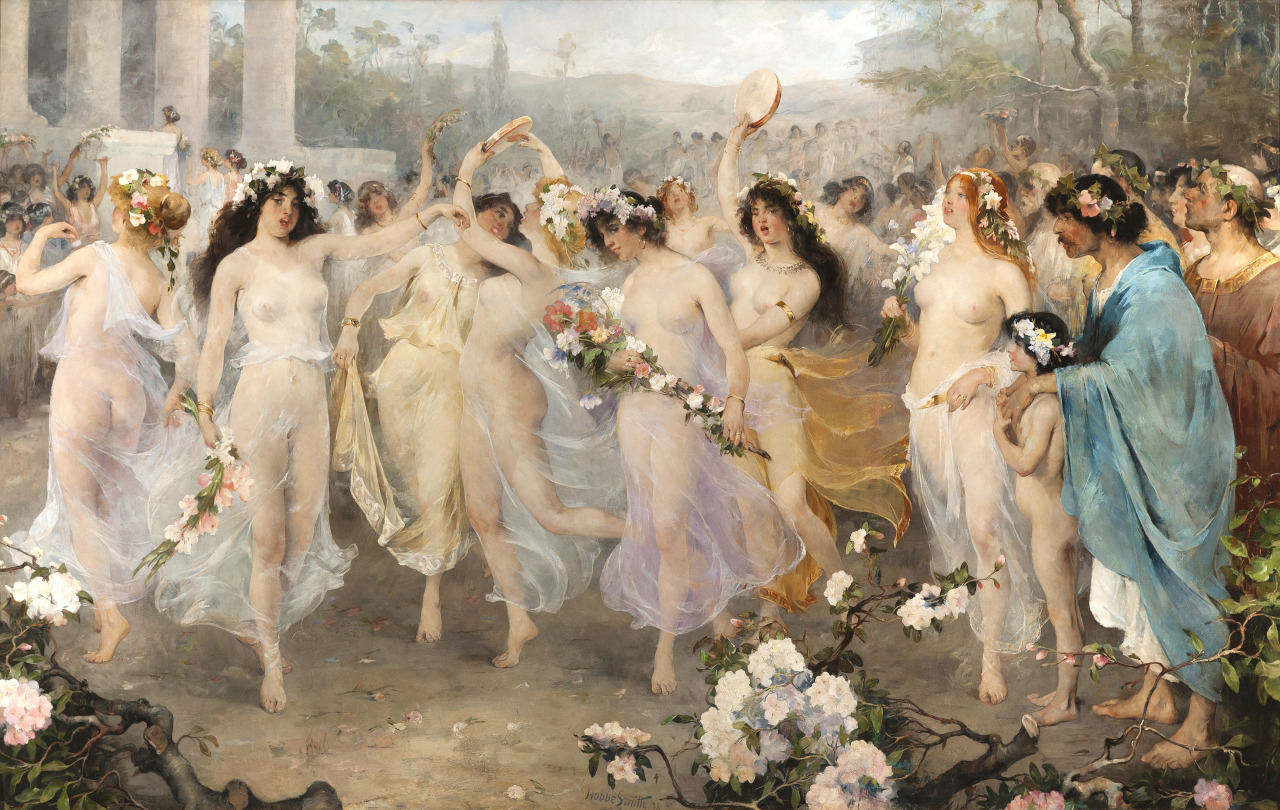
Hobbe Smith (1862 - 1942): Floralia, 1898